# Ziggy Stardust and the Spiders from Mars
Ziggy Stardust and the Spiders from Mars (soms ook Bowie 1973 genoemd) is een concertfilm en documentaire van de Britse muzikant David Bowie, geregisseerd door D.A. Pennebaker. De film bevat Bowie en zijn band The Spiders from Mars die een concert spelen in de Hammersmith Odeon in Londen, Engeland op 3 juli 1973. Aan het eind van de show maakte Bowie plotseling bekend dat de show "de laatste is die we ooit zullen doen", waarbij later duidelijk werd dat zijn alter ego Ziggy Stardust zou stoppen met optreden.
Het duurde enkele jaren voordat de productie van de film voltooid was en beleefde zijn première op het Internationaal filmfestival van Edinburgh op 31 augustus 1979. In 1983 ging de film wereldwijd in première, overeenkomend met het bijgaande soundtrackalbum Ziggy Stardust - The Motion Picture. In 1984 werd de film uitgebracht op VHS onder de naam Ziggy Stardust and the Spiders from Mars: The Motion Picture. In 1998 werd de film voor het eerst op Dvd uitgegeven. In 2003 werd voor de gelegenheid van de dertigste verjaardag van het concert de film geremasterd en opnieuw op DVD uitgebracht met een aantal extra's.

## Achtergrond

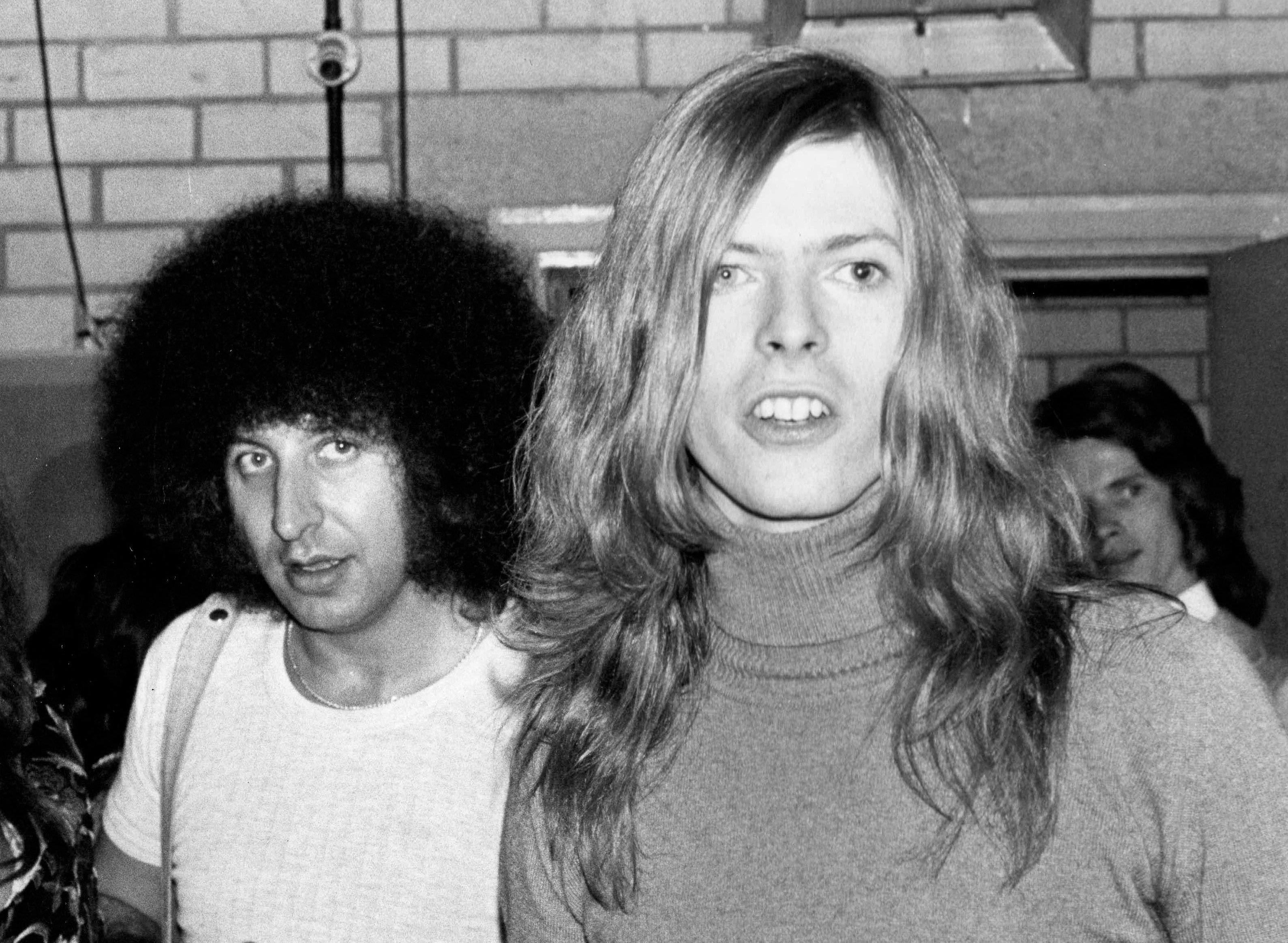
Tony Defries en David Bowie, Andy Warhol's Pork in de Roundhouse van Londen, 1971.

Aan het begin van 1972 had Bowie het personage Ziggy Stardust gecreëerd, een op sciencefiction gebaseerd, theatraal, raadselachtig, androgyn karakter, en maakte twee succesvolle albums tijdens deze periode (The Rise and Fall of Ziggy Stardust and the Spiders from Mars en Aladdin Sane). In juli 1973 was Bowie inmiddels al bijna een jaar non-stop op tournee ter promotie van deze albums zonder pauze. De show op 3 juli was de laatste in de Engelse tournee ter promotie van Aladdin Sane en de zestigste show in een Engelse tour die op 12 mei van start ging, terwijl een Amerikaanse tour al geboekt was voor de herfst van dat jaar. Weinig mensen wisten dat Bowie tegen deze tijd al had beslist om niet langer meer op te treden als Ziggy Stardust. Binnen zijn eigen entourage wisten enkel zijn manager Tony Defries en Spiders from Mars-gitarist Mick Ronson van deze beslissing.
Aan het eind van de avond, tijdens een zogenaamde "Farewell Speech" vlak voor het laatste nummer "Rock 'n' Roll Suicide", maakte Bowie bekend: "Van alle shows van deze tour blijft deze show ons bij in het bijzonder, omdat het niet alleen de laatste show is van de tour, maar de laatste show die we ooit doen. Bedankt." Deze zin werd opzettelijk dubbelzinnig uitgesproken, maar het grootste deel van het publiek en veel kranten en tijdschriften namen aan dat Bowie zelf zou stoppen met optreden. In feite ging alleen zijn personage Ziggy Stardust met pensioen.

## Tracklist
Deze tracklijst verscheen op de dvd-uitgave uit 2003 om de dertigste verjaardag van dit concert te herdenken. Op zijn eigen verzoek ontbreken de nummers waarop gitarist Jeff Beck als speciale gast meespeelde kort voor de "Farewell Speech" ("The Jean Genie/Love Me Do" en "Round and Round") op alle uitgaven van de film.
(Alle nummers geschreven door Bowie, tenzij anders genoteerd.)
1. Intro (inclusief de negende symfonie van Beethoven door Wendy Carlos) (Ludwig van Beethoven)
2. Hang On to Yourself (van The Rise and Fall of Ziggy Stardust and the Spiders from Mars, 1972)
3. Ziggy Stardust (van Ziggy Stardust)
4. Watch That Man (van Aladdin Sane, 1973)
5. Wild Eyed Boy from Freecloud (van David Bowie, 1969)
6. All the Young Dudes (van het Mott the Hoople-album All the Young Dudes, 1972)
7. Oh! You Pretty Things (van Hunky Dory, 1971)
8. Moonage Daydream (van Ziggy Stardust)
9. Changes (van Hunky Dory)
10. Space Oddity (van David Bowie)
11. My Death (Jacques Brel/Mortimer Shuman) (van het Jacques Brel-album La Valse à Mille Temps onder de naam La Mort, 1959, naar het Engels vertaald door Shuman en Eric Blau)
12. Cracked Actor (van Aladdin Sane)
13. Time (van Aladdin Sane)
14. The Width of a Circle (van The Man Who Sold the World, 1970)
15. Band Introduction
16. Let's Spend the Night Together (Mick Jagger/Keith Richards) (van Aladdin Sane)
17. Suffragette City (van Ziggy Stardust)
18. White Light/White Heat (Lou Reed) (van het The Velvet Underground-album White Light/White Heat, 1968)
19. Farewell Speech
20. Rock 'n' Roll Suicide (van Ziggy Stardust)
21. End Credits (inclusief Pomp and Circumstance van Edward Elgar)

## Cast
- David Bowie: zang, gitaar, mondharmonica
- Mick Ronson: leadgitaar, achtergrondzang
- Trevor Bolder: basgitaar
- Mick Woodmansey: drums, percussie
- Angie Bowie (komt in enkele scènes voor maar speelde niet)
- Ringo Starr (komt in enkele scènes voor maar speelde niet)

Additionele muzikanten
- Ken Fordham, Brian Wilshaw: saxofoon, fluit
- Geoffrey MacCormack: achtergrondzang, percussie
- John Hutchinson: gitaar
- Mike Garson: piano, mellotron, orgel